# The Knockout
The Knockout ist ein US-amerikanischer Kurzfilm aus dem Jahre 1914.

## Handlung

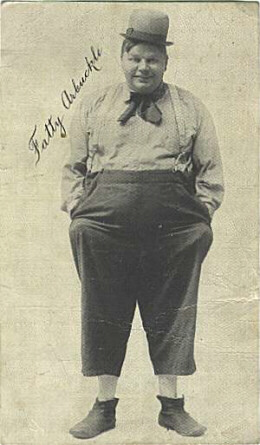
Fatty Arbuckle

Auf einem Spaziergang werden Pug und seine Freundin von Tagedieben angegriffen; einer macht sich an die Freundin heran. Pug schlägt die Angreifer in die Flucht. Derweil werden in der Stadt Freiwillige gesucht, die gegen den Boxmeister Cyclone Flynn antreten wollen. Ein Landstreicher gibt sich dem Veranstalter gegenüber als Flynn aus, um für sich und einen Kumpel einen Vorschuss zu erschwindeln. Pug lässt sich zu einem Kampf gegen Flynn überreden, weil er seiner Freundin imponieren will. Dann erscheint jedoch der wahre Cyclone Flynn, und die Landstreicher suchen das Weite. Pug muss nun gegen den echten Boxmeister antreten, seine Freundin setzt sich als Mann verkleidet ins Publikum. Kurz vor dem Kampf erscheint ein bärtiger Zuschauer mit Revolvern, der Pug mitteilt, er habe auf ihn gewettet und werde ihn bei einer Niederlage umbringen. Der Kampf beginnt und wird so verbissen geführt, dass sogar der Ringrichter mit eingreift. Als Pug zu verlieren droht, reicht ihm der Bärtige seine Revolver, um den Kampf für sich zu entscheiden. Das führt zu in einer wilden Verfolgungsjagd über die Dächer der Stadt. Am Ende stürzt Pug mit einer Gruppe tollpatschiger Polizisten im Schlepptau ins Meer.

## Hintergrund

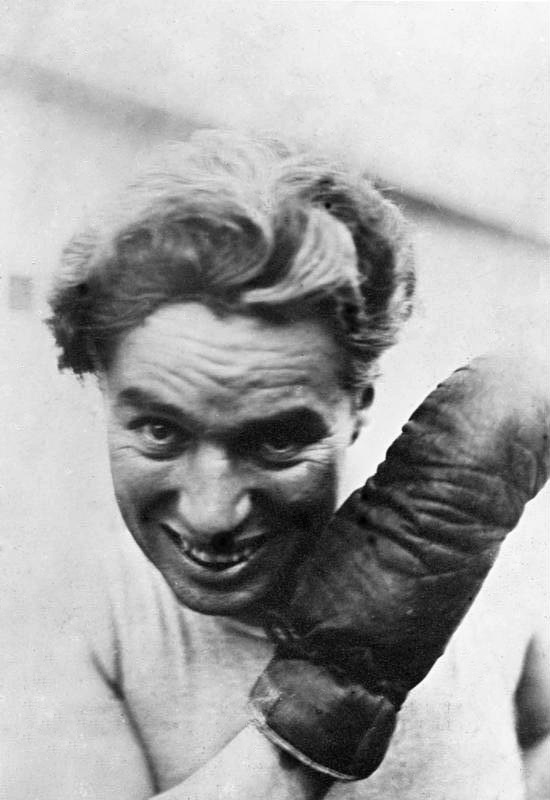
Chaplin als Hobbyboxer

The Knockout war der 17. Film mit Charlie Chaplin bei Keystone. Obwohl Chaplin in diesem Film nur eine Nebenrolle als Ringrichter hatte, wurde der Film von Keystone als Chaplin-Film angekündigt, da er mittlerweile die größere Zugkraft beim Publikum besaß als Fatty Arbuckle. Der Auftritt Chaplins in der Boxszene hat bereits hier große Ähnlichkeit zu der Boxszene in Lichter der Großstadt von 1931. Chaplins Boxgegner in der Boxszene in Lichter der Großstadt war Hank Mann, der in diesem Film ebenfalls eine Nebenrolle hat.